# Xã hội đen
Xã hội đen hoặc thế giới ngầm là từ lóng ám chỉ thế lực bất minh tồn tại trong xã hội. Biệt ngữ này được cho là phát sinh từ điện ảnh Hồng Kông rồi du nhập Việt Nam vào thập niên 1980, sau đó thành sinh ngữ và đến nay đã là một từ phổ biến, kể cả trên báo chí, văn học, và xã giao.
Xã hội đen có nhiều cấp bậc khác nhau. Trong đó cấp thấp nhất là dân anh chị, dao búa, đầu gấu, đâm thuê chém mướn... không có tổ chức, đến cao cấp hơn là tội phạm có tổ chức thành các băng đảng và trên cùng là trùm mafia, các gia đình mafia.
Với tính chất là tội phạm có tổ chức, có sự cạnh tranh địa bàn làm ăn, cạnh tranh bảo kê, cạnh tranh ảnh hưởng,v.v. nên giữa các băng đảng xã hội đen thường có sự thanh toán nhau và được các thế lực kinh tế - xã hội (kể cả hợp pháp và không hợp pháp) thuê để triệt hạ đối thủ.

## Tại các nước

### Việt Nam
Theo cơ quan điều tra tại Nha Trang, từ tháng 10/2005 - 7/2006, tổ chức tội phạm nguy hiểm ở Nha Trang do Hà "lê" (tức Võ Quảng Hà) và Nguyễn Ngọc Thành Hạnh (tức Hạnh "Nhật", sinh năm 1974) cầm đầu đã gây ra nhiều vụ đâm chém nghiêm trọng, đặc biệt là vụ hàng chục tên được trang bị mã tấu, súng bắn cá đến một cơ sở mát xa trên đường Hùng Vương, thành phố Nha Trang; đuổi đánh nhân viên, đập phá tài sản; vụ án thuê chém ông Võ Đình Thu, Tổng thư ký Hiệp hội Du lịch Khánh Hòa với giá 50 triệu đồng. Tuy vậy, trong suốt nhiều năm, các băng nhóm xã hội đen ở Khánh Hòa lại trở nên lộng hành. Nhiều vụ án thậm chí còn tấn công cả cảnh sát đã xảy ra nhưng vẫn chưa được xử lý triệt để.
Ghi nhận ở Quảng Ninh cho thấy, trong nhiều năm, trên địa bàn tỉnh này đã xuất hiện một băng nhóm tội phạm có tổ chức với sự tham gia của khoảng gần 100 đối tượng. Với các vũ khí phổ biến là mã tấu, dao, kiếm... chúng đã gây ra hàng loạt vụ cố ý gây thương tích, gây rối trật tự công cộng, cưỡng đoạt tài sản công dân, gieo rắc nỗi khiếp sợ cho người dân.
Tại Hải Phòng, gần đây liên tiếp xảy ra những vụ đấu súng kiểu xã hội đen  và nổi tiếng là liều lĩnh và hung bạo.
Tại Hà Nội, gần đây nạn bắt cóc trẻ em vị thành niên để hiếp dâm hay ép bán dâm cũng tăng vọt và nhiều vụ án không thể điều tra. Trong số đó, nổi tiếng có vụ án băng nhóm My "sói"  hoặc người có quyền, có tiền thuê xã hội đen nhằm đánh đập đòi nợ. Trước đây, đầu thập niên 1990, tại Hà Nội đã có vụ án băng nhóm Khánh Trắng là nỗi kinh hoàng của người dân nhiều năm. Ngày nay, xã hội đen còn táo tợn đe dọa đến chính quyền địa phương.

### Trung Quốc
Tại Trung Quốc, quốc gia đông dân nhất thế giới, Bộ Công an Trung Quốc cũng thừa nhận rằng có hiện tượng "quan phỉ cấu kết" hay sự toa rập giữa cán bộ và nhân viên nhà nước với xã hội đen đã xuất hiện tại một số khu vực. Tháng Giêng năm 2006, Bộ Công an Trung Quốc cũng công bố các số liệu chính thức cho thấy những vụ rối loạn xã hội có dính líu tới 15 người trở lên đã từ 74.000 vụ của năm 2004 tăng lên tới 87.000 vụ trong năm 2005. Theo một số các nhà quan sát tình hình Trung Quốc, tệ nạn quan - phỉ (xã hội đen) cấu kết đang làm cho sự bất mãn của dân chúng ở nông thôn ngày càng gia tăng và đe dọa tới sự ổn định của quốc gia đông dân nhất thế giới này.

### Malaysia
Xã hội đen ở Malaysia là một thế lực thực thụ. Họ sinh sống bằng nhiều nghề nghiệp, trong đó có đâm thuê chém mướn, cho vay nặng lãi, bảo kê gái điếm làm tiền, buôn bán thuốc lắc...